# 格拉西爾科勒尼 (蒙大拿州)
格拉西爾科勒尼（英語：Glacier Colony）是位於美國蒙大拿州冰川縣的普查規定居民點。

## 人口
根據2020年美國人口普查的數據，格拉西爾科勒尼的面積為1.23平方千米，皆為陸地。當地共有人口102人，而人口密度為每平方千米82.93人。